# Карцево (городской округ Истра)
Карцево — деревня в городском округе Истра Московской области России, до 2017 года входила в состав сельского поселения Бужаровском Истринского района. Население — 36 чел. (2010), зарегистрировано 4 садоводческих товарищества.
Находится примерно в 17 км на северо-запад от Истры, высота — 196 м над уровнем моря. С Истрой деревня связана автобусным сообщением (автобус № 33).

## Население
| 2002 | 2006 | 2010 |
| ---- | ---- | ---- |
| 36   | ↘32  | ↗36  |